# Delitto del Morrone

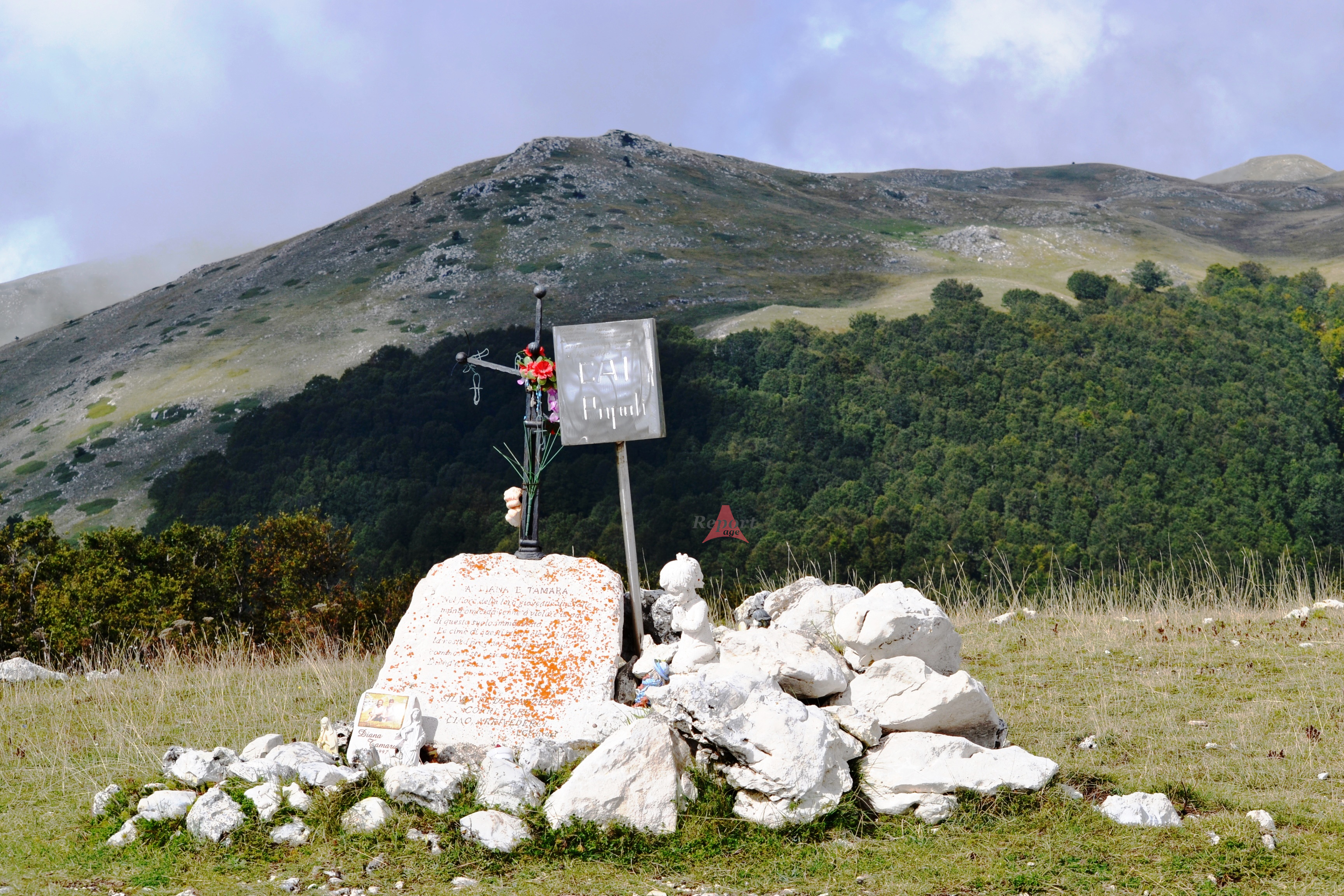
Il cippo a Mandra Castrata per le vittime del delitto del Morrone

Il delitto del Morrone è un evento di cronaca nera avvenuto il 20 agosto 1997 nel bosco di Mandra Castrata, nei pressi di passo San Leonardo sul monte Morrone, in Abruzzo. L'evento ebbe grande eco mediatica anche a causa della natura estremamente barbara del crimine, perpetrato dal pastore macedone Halivebi Hasani ai danni di Diana Olivetti, Silvia Olivetti (unica sopravvissuta) e Tamara Gobbo, tre giovani originarie del padovano. Il caso fu accostato dai cronisti dell'epoca, proprio soffermandosi sulla violenza dell'accaduto, al massacro del Circeo, avvenuto 22 anni prima.
Le tre ragazze furono aggredite dopo aver chiesto indicazioni sul sentiero da seguire per arrivare in cima al monte. Il pastore, dopo averle accompagnate con fare cortese all'ingresso del bosco di Mandra Castrata, estrasse la pistola e sparò due colpi su Silvia Olivetti e Tamara Gobbo. Pensando di averle uccise, aggredì Diana Olivetti tentando di violentarla, per poi esplodere un ultimo colpo al cuore della giovane. Le indagini si risolsero in poche ore proprio grazie alla testimonianza di Silvia Olivetti, sopravvissuta al massacro solamente dopo essersi finta morta durante l'accaduto.
Halivebi Hasani, conosciuto dalla comunità locale come Alì, non tentò di nascondersi né di eliminare le prove. Silvia Olivetti 
riuscì a dare l'allarme e a descrivere gli accadimenti alle autorità, riempiendo dieci cartelle di verbale e identificando il colpevole tra le foto segnaletiche di altri sette pastori. Hasani confessò circa 24 ore dopo, il 21 agosto, dopo l'ultima perlustrazione presso lo stazzo indipendente in località Capoposto, dove viveva in estrema solitudine.

## Storia

### Fatti
Il 20 agosto 1997 le due sorelle Diana e Silvia Olivetti, con l'amica Tamara Gobbo, decidono di recarsi alle pendici della Maiella, nel cuore dell'Abruzzo appenninico, per un'escursione fino alla cima del Monte Morrone, montagna che sovrasta la Valle Peligna e la città di Sulmona. Dopo circa due ore di cammino le ragazze si ritrovarono in località Mandra Castrata, dove incontrarono un uomo con la visiera calata sugli occhi e con abiti trasandati. Diana gli domandò, gridando da lontano, se quella fosse la strada giusta per arrivare in vetta al monte e l'uomo fece cenno di proseguire con la mano.
Dopo qualche minuto le ragazze si accorsero che l'uomo le stava seguendo e lui si giustificò consigliandole di evitare di passare davanti allo stazzo che avrebbero incrociato di lì a poco per evitare i cani. L'uomo indicò una strada alternativa nel bosco di Mandra Castrata e prese ad aprire la via precedendo le tre giovani nel cammino di qualche metro. Una volta arrivati ai confini del bosco, le tre giovani ringraziarono il pastore che di tutta risposta estrasse una pistola intimando alle tre di procedere e addentrarsi tra gli alberi.
Le ragazze implorarono l'aggressore di lasciarle andare, provando a offrirgli tutti i loro averi, ma l'uomo rifiutò categoricamente esplodendo due spari prima verso Silvia, centrata all'addome, e poi Tamara, ferita mortalmente e deceduta sul colpo. Diana chiese all'uomo di poter controllare in che condizioni fossero le due giovani e Hasani acconsentì. 
I due iniziarono una rincorsa che si concluse con l'aggressione a sfondo sessuale, seguita dal terzo sparo e secondo omicidio. Silvia riuscì a scappare fino a giungere ad un caseggiato, dove fu soccorsa e da dove vennero allertati carabinieri e ambulanze.

### Indagini e processo

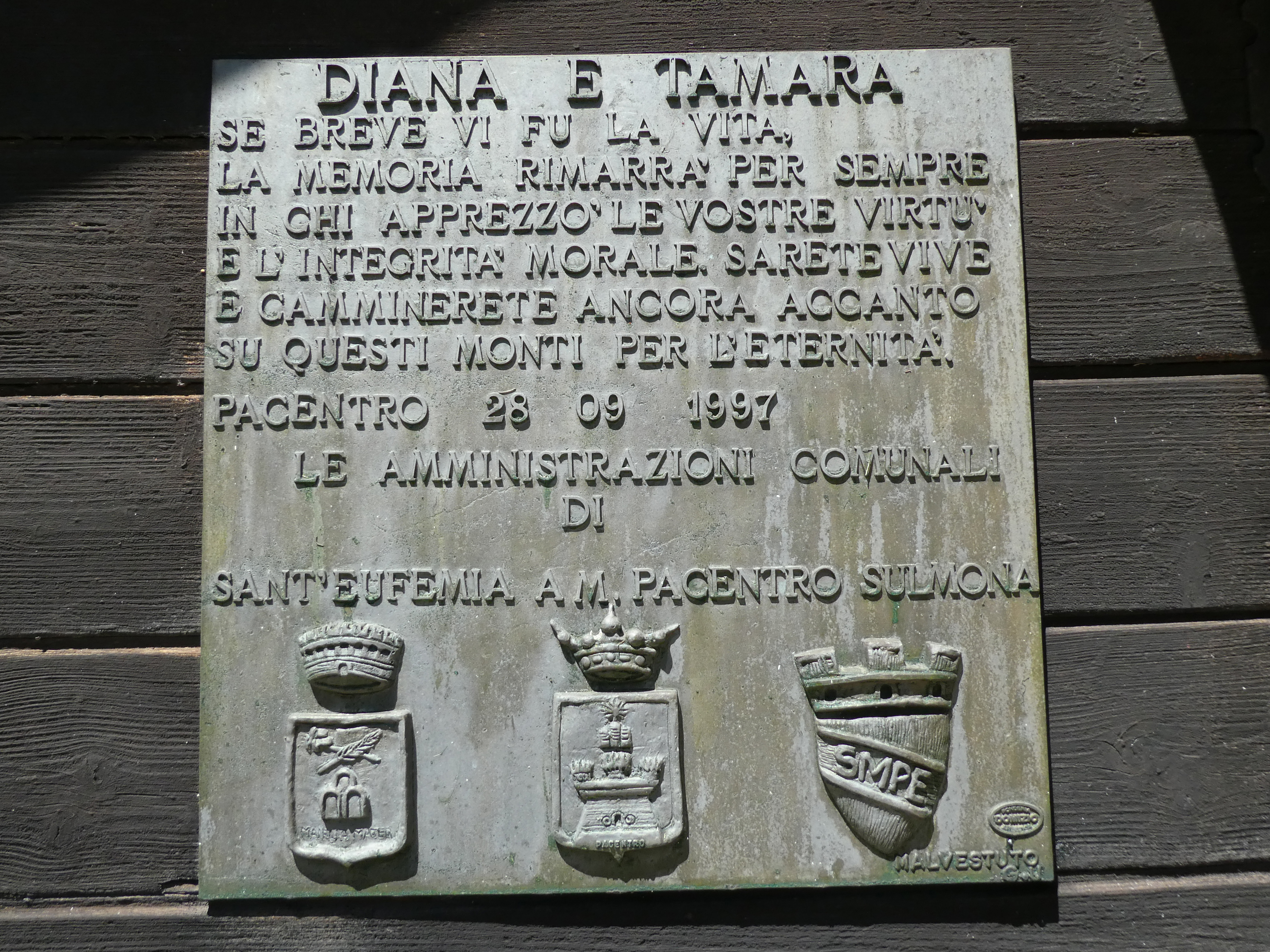
Targa alle due vittime sulla chiesetta di San Leonardo al passo San Leonardo

L'uomo non si preoccupò di scappare, né tantomeno di nascondere le prove che l'avrebbero poi inchiodato agli efferati crimini da lui commessi. Fu trovato nella serata del 20 agosto 1997 proprio nei pressi dello stazzo indipendente di Capoposto, dove viveva in profonda solitudine e precarie condizioni igienico-sanitarie. L'ultima perlustrazione dell'area fece giungere nelle mani degli inquirenti gli abiti indossati al momento del delitto e le armi possedute dall'aggressore, nella fattispecie una pistola automatica e due a tamburo. Alì stesso dichiarò che le pistole appartenevano al suo "padrone", Mario Iacobucci.
L'uomo, dopo qualche tentativo di giustificazione, confessò i due delitti e il tentato omicidio di Silvia, negando però lo stupro. Uno degli avvocati di Hasani, Nino Marazzita, disse che "difenderlo era un'impresa disperata". Egli stesso lo definì come un uomo dalla sconcertante "immobilità d'espressione". L'avvocato sostenne anche come le disumane condizioni in cui viveva il pastore lo avevano privato del senso civico e dell'organizzazione mentale per condurre una vita normale.

## Nella cultura di massa
Al delitto del Morrone è ispirato il romanzo di Donatella Di Pietrantonio L'età fragile, vincitore del Premio Strega 2024.